# 薩爾弗斯普林斯 (阿肯色州阿什利縣)
薩爾弗斯普林斯（英語：Sulphur Springs）是位於美國阿肯色州阿什利縣的一個非建制地區。該地的面積和人口皆未知。

## 地理
薩爾弗斯普林斯的座標為33°04′18″N 92°01′52″W / 33.07167°N 92.03111°W，而該地的平均海拔高度為24米（即79英尺）。